# بوروویچنه
بوروویچنه (به بلغاری: Borovichene) یک منطقهٔ مسکونی در بلغارستان است که در شهرستان پتریچ واقع شده‌است.